# Choristostigma disputalis
Choristostigma disputalis là một loài bướm đêm trong họ Crambidae.